# Система за контрол на теглителната сила
Системата за управление (също, но неправилно – „контрол“) на задвижването (теглителната сила), позната със съкращението TCS или ASR (от английски: Traction Control System или букв. прев. от английски: Engine-Slip Regulation) = „управление на хлъзгането на колата“ е електроннохидравлична система в съвременното автомобилостроене, предназначена за предотвратяване на загубата на триене (също, но грешно – „сцепление“) между задвижваните колела и пътя, когато водачът предизвика по-голям въртящ момент, отколкото позволява пътната настилка. Системата се намесва в управлението, разпределяйки въртящия момент на двигателните колела, по един или повече от следните начини:
- потискане на подаването на искра към един или повече цилиндри;
- намаляване на подаването на гориво към един или повече цилиндри на двигателя;
- управление на спирачните усилия на всяко от колелата.

Обикновено системата за управление на задвижващата сила използва същото електрохидравлично спирачно устройство и същите датчици за скоростта на въртене на колелата, които използа антиблокиращата система.
При обикновените автомобили системата помага при потегляне на хлъзгава настилка (например заледен или мокър асфалт). При състезателните автомобили системата служи за осигуряване на максимално триене при рязко ускорение. Системата е забранена за използване през 2008 г. във Формула 1 от техническия регламент на ФИА.
В автомобила могат да буксуват само колелата, които се задвижват от двигателя. Буксуването на двигателните (задвижваните) колела при подаване на газ на хлъзгав участък от пътя е също толкова опасно, колкото и блокирането им при спиране. Нежелателният ефект се състои в рязкото намаляване на триенето на гумите с пътя, при което и най-малката странична сила, или наклон на пътя, може да доведе до плъзгане на двигателния мост встрани, т.е. да се получи странично занасяне. Това най-често може да се случи при движение на ниска предавка и подаване на газ за изпреварване или в завой.
Всеки опитен водач реагира на това явление почти веднага с отнемане на газта. Но при движение с относително висока скорост, буксуването на двигателните колела се усеща трудно. Затова в съвременните автомобили освен антиблокираща система се поставя и противобуксуваща система (ASR). За тази система се използват сигналите, постъпващи от датчиците за въртене на колелата на ABS. В специален електронен блок се сравняват сигналите, описващи въртенето на задвижваните колела, с тези на незадвижваните, както и между лявото и дясното задвижвани колела.
При установяване на недопустима разлика в оборотите (което е признак, че задвижваните колела буксуват), електронно устройство мигновено подава сигнал към управляващия блок, управляващ работата на двигателя, който от своя страна намалява подаването на гориво към цилиндрите (отнема газта без участието на водача).
Когато започне буксуването на само едно от задвижваните (двигателни) колела, устройството подава налягане към спирачния му механизъм, за да намали скоростта на въртене. Автомобилите, снабдени с ASR, имат специална сигнална лампа на арматурното табло.